# ولادة جنين ميت
يُعرف الإملاص عادةً بأنه موت الجنين بعمر 20 أو 28 أسبوعًا حمليًا أو بعد هذين الأسبوعين، اعتمادًا على المصدر. يُولد الطفل دون علامات الحياة. قد يتسبب الإملاص بشعور الأم بالذنب أو الحزن. يختلف معنى المصطلح عن الإجهاض، أي فقدان الحمل المبكر، وعن الولادة الحية، التي يولد الطفل فيها على قيد الحياة، حتى لو مات بعد فترة وجيزة.
غالبًا ما يكون سبب الإملاص مجهولاً، وقد تشمل أسبابه مضاعفات الحمل مثل ما قبل الإرجاج ومضاعفات الولادة، ومشكلات المشيمة أو الحبل السري، والعيوب الخلقية، والأخماج مثل الملاريا والزهري، وضعف صحة الأم. تشمل عوامل الخطر تجاوز الأم سن 35 عامًا، والتدخين، وتعاطي المخدرات، وتقنيات التلقيح بالمساعدة، والحمل للمرة الأولى. يُشتبه بحدوث الإملاص إن تعذر الشعور بحركة الجنين، علمًا أن التشخيص يؤكد باستخدام التصوير بالموجات فوق الصوتية.
إن الوقاية من معظم حالات الإملاص ممكنة على الصعيد العالمي مع تحسين النظم الصحية. تحدث نحو نصف حالات الإملاص في أثناء الولادة، علمًا أنه أكثر شيوعًا في البلدان النامية مقارنة بدول العالم المتقدم. في حالات الإملاص خارج وقت الولادة، يمكن اعتمادًا على طول فترة الحمل استخدام الأدوية لتحريض المخاض أو إجراء جراحة توسيع الرحم وتفريغه. تزداد احتمالية حدوث الإملاص بعد حدوثه للمرة الأولى؛ على أي حال، لا تعاني معظم حالات الحمل اللاحقة مشكلات مماثلة. يُذكر من المضاعفات المعروفة الاكتئاب والخسائر المالية وانهيار الأسرة.
قُدر عدد حالات الإملاص على الصعيد العالمي بنحو مليوني حالة حدثت بعد الأسبوع 28 من الحمل عام 2019 (نحو ولادة واحدة لكل 72 ولادة). يشيع الإملاص في بيئات الدخل المنخفض، لا سيما جنوب آسيا وأفريقيا جنوب الصحراء. تظهر حالة إملاص واحدة مقابل كل 167 ولادة في الولايات المتحدة. يُذكر أن معدلات الإملاص قد انخفضت، وإن تباطأ هذا الانخفاض منذ العقد الأول من القرن الحادي والعشرين.

## الأسباب
لم يوضع نظام تصنيف دولي لتحديد أسباب الإملاص حتى عام 2016. إن السبب الكامن خلف نسبة كبيرة من حالات الإملاص غير معروف، حتى في الحالات التي أجريت فيها اختبارات مكثفة وتشريح للجثة. نادرًا ما يستخدم مصطلح «متلازمة الموت المفاجئ قبل الولادة»، أو إس إيه دي إس، وهو مصطلح صيغ في عام 2000. تحدث العديد من حالات الإملاص في وقت تمام الحمل لأمهات يبدو أنهن يتمتعن بصحة جيدة، ويكشف تقييم ما بعد الوفاة عن سبب الوفاة في نحو 40% من حالات تشريح الجثة.
يُعتقد أن نحو 10% من الحالات ناتجة عن السمنة أو ارتفاع ضغط الدم أو داء السكري.
تشمل عوامل الخطر الأخرى ما يلي:
- عدوى بكتيرية، مثل مرض الزهري.[7]
- الملاريا.[7]
- العيوب الخلقية، وخاصة نقص تنسج الرئة.
- الزيغ الصبغي.
- تحدد النمو.
- الركود الصفراوي داخل الكبد في فترة الحمل.
- السكري الأمومي.
- استهلاك الأمهات للعقاقير الترفيهية (مثل الكحول والنيكوتين وما إلى ذلك) أو العقاقير الصيدلانية الممنوعة في فترة الحمل.
- الحمل المديد.
- انفصال المشيمة.
- الرض الجسدي.
- التسمم الإشعاعي.
- الداء الريسوسي.
- الداء البطني.[21]
- تشوه الأعضاء التناسلية الأنثوية.[22]
- حوادث الحبل السري

- تدلي الحبل السري - يحدث تدلي الحبل السري عندما لا يكون الجنين في الوضع الصحيح في الحوض. تتمزق الأغشية ويُدفع الحبل للخارج عبر عنق الرحم. يُضغط الحبل السري ويُمنع تدفق الدم والأكسجين إلى الجنين عندما يضغط الجنين على عنق الرحم، ومن ثم لا يتبقى أمام الأم إلا نحو 10 دقائق للوصول إلى الطبيب قبل حدوث أي أذية جنينية.
- التوائم أحادية السلى - يشترك التوأم في نفس المشيمة ونفس الكيس الأمنيوسي وعليه قد يتداخل حبلاهما السريان مع بعضهما. عند اكتشاف تشابك الحبال، يوصى بشدة بتوليد الأجنة في وقت مبكر يصل إلى 31 أسبوعًا حمليًا.
- طول الحبل السري – قد يؤثر قصر الحبل السري (أقل من 30 سم) على الجنين، إذ تتسبب حركاته بضغط الحبل وانقباضه وتمزقه. قد يؤثر تطاول الحبل السري (> 72 سم) في الجنين اعتمادًا على طريقة تفاعله مع الحبل. تمسك بعض الأجنة بالحبل السري؛ ما تزال قوة الجنين وقدرته على ضغط الحبل وإيقاف تدفق الدم عبره أمرًا غير مؤكد. يستطيع للجنين النشط الذي غالبًا ما يغير توضعه في الرحم أن يلف الحبل حوله صدفةً، وعليه يجب تقييم الجنين مفرط النشاط بالموجات فوق الصوتية لاستبعاد تشابك الحبل السري.
- تشابك الحبل السري – قد يلتف الحبل السري حول طرف الجنين أو جسمه أو عنقه. يسمى الحبل السري حبلًا قفويًا عندما يلتف حول عنق الجنين. قد تسبب هذه التشابكات تضيقًا في مجرى تدفق الدم إلى الجنين. يمكن تصوير هذه التشابكات باستخدام الموجات فوق الصوتية.
- الالتواء - يشير هذا المصطلح إلى التفاف الحبل السري حول نفسه، وهي حالة شائعة جدًا (خاصة في الإملاص عند الخيول)، لكنها ليست طبيعية. يمكن فك الالتواء عند الولادة، علمًا أن متوسط عدد التواءات الحبل 3 لفات.

إن نوم الحامل على بطنها بعد 28 أسبوعًا حمليًا قد يشكل عامل خطر لحدوث الإملاص.
ترتفع نسبة حدوث الإملاص في الحمل التالي بعد الإملاص الأول إلى 2.5% (زيادة من 0.4%).
تُلاحظ أعلى معدلات الإملاص في الولايات المتحدة عند النساء الحوامل اللائي:
- يعشن في وضع اجتماعي واقتصادي متدني.
- يبلغن من العمر 35 عامًا أو أكبر
- لديهن حالات طبية مزمنة مثل داء السكري، وارتفاع ضغط الدم، وارتفاع الكوليسترول، إلخ.
- من العرق الأسود.
- سبق لهن أن فقدن طفلًا في أثناء الحمل.

- إنجاب أكثر من طفل في حمل واحد (توأمان، ثلاثة توائم، إلخ.).

## روابط خارجية
- The Wisconsin Stillbirth Service Program (WiSSP), a branch of the University of Wisconsin-Madison's Clinical Genetics Center. One of the foremost authorities on the causes of stillbirth and responsible for many stillbirth evaluation protocols, including the widespread use of the فحص كلايهاور- بيتكه in deciding whether داء الريسوس is to blame for a stillbirth.